# Тайна разума
«Тайна разума» (англ. Headspace) — фильм режиссёра Эндрю Ван Ден Хутена, снятый в 2005 году.

## Сюжет
В семье маленького Алекса происходит трагедия — отец убивает свою одержимую жену, после чего отдаёт сыновей на усыновление. Проходит много лет, и у юноши проявляются паранормальные способности, что, однако, сопровождается сильными головными болями. Его направляют на консультацию к уникальному специалисту доктору Карен Мэрфи. Практически в это же время Алекс встречает в городском парке местного чемпиона по шахматам и талантливого художника Гарри.
Молодые люди активно общаются, Гарри учит Алекса игре, а тем временем вокруг начинают происходить страшные вещи — некие существа убивают знакомых юноши: доктора, лечившего его в больнице, двоих шахматистов-любителей и, наконец, священника, которому Алекс пытается рассказать о своей проблеме. Доктор Мерфи, пытаясь помочь, отправляет молодого человека к специалисту по паранормальным явлениям, эмигранту из СССР Борису Павловскому. Тот рассказывает, что есть некие существа, которые пытаются проникнуть в наш мир, для чего они используют людей, выполняющих роль «звеньев» между мирами. Если такие люди встречаются, то их способности усиливаются — с другой стороны это облегчает задачу тварей.
Внезапно Алекс понимает, что Гарри — это его родной брат, а они оба унаследовали от матери паранормальные способности. Юноша бежит к брату на квартиру, однако тот, не в состоянии выдержать ментальный натиск тварей, стреляет себе в голову. Алекс спешит к последним оставшимся у него друзьями, однако видит вместо них существ из иного мира. Когда юношу помещают в психиатрическую больницу, навестить его приходит доктор Мерфи, однако и она становится носительницей враждебной сущности…

## В ролях
| Актёр              | Роль                     |
| ------------------ | ------------------------ |
| Кристофер Денхам   | Алекс Борден             |
| Оливия Хасси       | доктор Карен Мерфи       |
| Уильям Атертон     | доктор Айра Голд         |
| Шон Янг            | мать Алекса              |
| Ларри Фесенден     | отец                     |
| Марк Марголис      | Борис Павловский         |
| Эрик Кастел        | Гарри Елленик            |
| Ди Уоллес          | доктор Денис Белл        |
| Удо Кир            | преподобный Карл Хартман |
| Пол Спаркс         | Джейсон                  |
| Поллианна МакИнтош | Стейси                   |
| Индиа Айсли        | Марта                    |